# Vitalijus Karpačiauskas
Vitalijus Karpačiauskas (Panevėžys, URSS, 6 de julio de 1966) es un deportista lituano que compitió en boxeo.
Ganó dos medallas en el Campeonato Mundial de Boxeo Aficionado, plata en 1993 y bronce en 1995, y una medalla de oro en el Campeonato Europeo de Boxeo Aficionado de 1993.
Participó en dos Juegos Olímpicos de Verano, en los años 1992 y 1996, ocupando el quinto lugar en Barcelona 1992, en el peso wélter.

## Palmarés internacional
| Campeonato Mundial | Campeonato Mundial  | Campeonato Mundial | Campeonato Mundial |
| Año                | Lugar               | Medalla            | Categoría          |
| ------------------ | ------------------- | ------------------ | ------------------ |
| 1993               | Tampere (Finlandia) | Medalla de plata   | 67 kg              |
| 1995               | Berlín (Alemania)   | Medalla de bronce  | 67 kg              |
| Campeonato Europeo |                     |                    |                    |
| Año                | Lugar               | Medalla            | Categoría          |
| 1993               | Bursa (Turquía)     | Medalla de oro     | 67 kg              |